# 男子高中生的日常
《男子高中生的日常》是山内泰延的日本漫畫作品。作品於GANGAN ONLINE的2009年5月21日開始連載，並於2012年1月9日播放電視動畫，2013年10月12日真人電影上映。香港方面，在2012年8月2日於無電視J2台開始播映。

## 概要
於史克威爾艾尼克斯的刊物「Fresh GANGAN」2008年春季號推出初版後，在2009年5月21日正式搬至網上GANGAN ONLINE進行逢星期四更新的連載，其後透過GANGAN漫畫ONLINE的品牌發售單行本。直到2011年12月，前5卷的銷量累計突破100万本。
過往的空氣系作品都是以女性角色為中心，或以少女的情節居多。本作一反常態以男子高中生的特徵為主，作者只表示「沒想過有關的描繪會流行起來」。而他初期亦特別遵從不繪畫女子眼睛的方針，儘管後來例外的情況越來越多。之後更出現外傳《女子高校生的異常》，女性角色全都有眼睛。

## 登場角色

### ○×縣立真田北高等學校
※中文譯作「真田北高中」，簡稱「北高」。
1989年創立的男校。校服為白色裇衫，藍色西裝（Blazer），紅藍相間斜紋領帶（大部分的學生不是鬆開，就是沒有配戴）。校方經常會舉辦各種活動供學生參與，但當中偶爾會夾雜一些像「饑饉70」這種意義不明的活動。

#### 2年A班
忠邦（Tadakuni，配音：入野自由（日本）；李致林（香港））
官方設定的本作主角，但存在感相當薄弱。有著黑髮和一張中性的臉，經常擔任吐槽的角色。個性單純，爛好人，習慣配合秀則和吉竹。每周會有兩次去薄餅店打工。是說謊高手，可以即興地說出合乎氣氛的話，而且聽者會相信他。但常識能力比起身旁朋友則略顯不足。
有妹妹，但兩人平均一個月才交談一次。曾經遭秀則和吉竹戲弄而穿上妹妹的校裙扮成偽娘。
小時候與吉竹和光雄當過橡皮筋神射手。
作者坦言此角色「動感」不足，漫畫出現的次數正相應減少。在動畫中曾表明自己平日仍有跟秀則和吉竹一同行動，但出場率依然一般。秀則對此的回應是，由於對方的日常生活不有趣，所以才沒被播出來。
角色人氣投票：第三名（24,810／192,068票）。
田畑秀則（Hidenori，配音：杉田智和、三瓶由布子〔幼少〕（日本）；黃啟昌、林丹鳳〔幼少〕（香港））
本作出場率最高的角色（准主角）。茶色頭髮。雖戴著無框眼鏡，但視力卻有2.0。不太吃甜食。處女座。喜歡漫畫、遊戲，自己有時也創作一些給吉竹看，但評價不好。有點中二病，會和吉竹一同佔領忠邦的房間玩虛擬談話性節目「Talking FS」或RPG冒險。
對待女性和朋友都相當細心，時常和吉竹同行，對吉竹平時的小動作相當注意，兩人曾被誤會是基友。自稱不很擅長運動，足球守門卻意外地優秀。
小學時代經常受到同辈欺負，後來得到橡皮筋神射手相助，自此便一直視對方為榜樣。直至高中一次無意中發現吉竹可能就是當年的橡皮筋神射手後，如今所最尊敬的人物已變成細菌學家野口英世。
角色人氣投票：第六名。
田中吉竹（Yoshitake，配音：鈴村健一（日本）；張裕東（香港））
金髪，處女座。經常不經意地分享其小學生時代的奇人異事。人緣良好。很介意乳頭上有長毛（後來自己說出是騙人的）。不喝碳酸飲料。和忠邦、秀則相處時也會中二病。
在女性面前特別做作，雖然時常做些捉弄他人的事，但相當有正義感。經常被面不改色地說謊的家姐所欺騙，因而十分討厭對方。
與秀則特別有默契，平時常小題大作，卻出奇地守規矩。嘴唇在說話時幾乎不怎麼動而令秀則不滿。
是橡皮筋神射手的真身之一。
角色人氣投票：第七名。
光雄（Mitsuo Kun，配音：岡本信彦（日本）；李凱傑（香港））
初登場：原作漫畫3巻・第36話﹑電視動畫6話，標題『男子高中生與必殺射門』。
忠邦等人的同學，原本想加入足球部，但之後受秀則的打擊後成為欖球部正選隊員。少根筋到近乎蠢的地步，很單純，時常受周遭的人非惡性欺負，是個非常帶衰的角色。為人老實，日文版中同學叫他的名字時都會加個「君」。經常被翻當眾出醜的舊事。喜歡鋼彈。曾不幸被家人看到珍藏已久的色情刊物而大受打擊，一個人於公園默默地苦思了4小時。
小學時期是吉武﹑元治﹑羽原﹑茶髮﹑眼鏡的同學。此外，小時候亦當過橡皮筋神射手。
與Apple妹和奈古小姐等等角色不同的是——雖然在原著中會被朋友稱呼為「光雄君」，但片尾的登場人物名單上卻只顯示為，並沒有在名字後面加上諸如等等的稱謂。經過一輪爭拗風波，最終在動畫最後一話的片尾中改為「ミツオくん」。
角色人氣投票：12位（3,712票）。
釘彥（KUGIHIKO，配音：森久保祥太郎（日本）；張方正（香港））
深棕色頭髮，長相清秀，總是面帶笑容的男高中生。秀則﹑吉武﹑清隆等人於初中時的同級同學。偶爾會招待忠邦等朋友到家中作客與過夜。有一同參與夏日計劃的討論﹑沙灘和溫泉旅行。
角色人氣投票：26位（405票）。
眼鏡（配音：梶裕貴（日本）；胡家豪（香港））
吉武﹑元治﹑光雄等人的小學及高中的同窗友人。戴眼鏡，黑色頭髮。真實姓名不詳。據本人稱說自己其實是留級重讀生，引得旁人有所訝異。
角色人氣投票：22位（1,052票）。
茶髮（配音：櫻井徹（日本）；張方正（香港））
吉武﹑元治﹑光雄等人的小學及高中的同窗友人。茶色頭髮，真實姓名不詳。因為玩過的遊戲(影之傳說)沒多少人聽過，從而導向的寂寞感所致，所以討厭任天堂遊戲。
角色人氣投票：36位（222票）。

#### 學生會
元治（MOTOHARU，配音：浪川大輔（日本）；劉奕希（香港））
學生會成員。往後梳的黑髮，偶爾會向前梳成瀏海，有「不良少年元治」之稱。廚藝在姊姊之上。害怕蟲類。
雖然兩姐弟每天都會聊天，狀似感情良好。但其實小時候經常受到姊姊欺負，以致現在不敢忤逆對方。曾被姐姐的朋友（吉竹的姐姐）把鬍子和下巴一起剃掉。
曾經以幫忙修理電腦為藉口，把真田東女子高中學生會長騙到北高偷看對方的內褲，事後深受良心譴責，大受打擊之下需要休假三天。為了彌補心中的愧疚而決定幫女生做一些有建設性的事情。
角色人氣投票：第五名（6,512／192,068票）。
唐澤俊之（配音：小野友樹（日本）；周倚天（香港））
初登場：原著漫畫1巻・第10話、電視動畫第2話。
真田北高中的學生會成員，忠邦等人的同窗好友，一般稱呼他「唐沢」。
個性冷靜﹑嚴肅，木無表情時目光銳利，令人望而生畏。由於處事認真可靠，總擔當起活動統籌的角色，亦經常為他人的愚蠢行為善後，深得同儕信任。是本作中為數極少的正常人之一。話雖如此，但偶爾亦會做些令人意想不到的蠢事。
經常戴著帽子遮蓋額頭上疤痕，甚至泡溫泉時亦沒有脫下。此外，平常以衣服遮蔽的部位也有不少疤痕，從羽原看到疤痕後的反應可以推測，必定跟她有莫大關係，因此被形容為「擁有最多恐怖經驗的男人」。
住在羽原隔壁，在《女子高校生的異常》中以鄰居的身份登場，曾經把過期零食送給柳人、生島。羽原、柳人、生島稱呼他「俊之（Toshiyuki）」。
角色人氣投票：第一名（48, 806／192,068票）。
副會長（Vice President，配音：安元洋貴（日本）；陳卓智（香港））
真田北高中學生會副會長，在會長畢業後接替成為會長。外貌凶神惡煞，卻意外地紳士。曾在車站看到一個女生的裙底後感到沮喪不已。
外表老成，而被年長過自己的真田東女子高中學生會會長誤以為28歲，而實際上當時卻只有17歲。曾經有段荒廢的日子，經常打架，經會長拉攏加入學生會後才洗心革面，自此相當尊敬會長。平常講話時會儘量保持禮貌，但偶爾仍會冒出以前的習慣用語。
角色人氣投票：第15名（2,940／192,068票）。
會長（Chairman，配音：石田彰（日本）；梁偉德（香港））
初登場：原作漫畫2巻・第19話﹑電視動畫4話，標題『男子高中生與文化祭1』。
真田北高中學生會會長，金髪美少年，本名不詳，18歳，高中三年級，畢業引退前委任副會長成為下任會長。奉行在任何情況下都「不會毆打女性原則」。
由於學生會各人都積極能幹，以致身為會長的他小事不用管（由副會長安排），大事管不著（老師不依雙面影印的規定），閒事別去管（中央高中的新電腦需要拉線），有事專家管（維修棒球場損毀的鐵絲網）。因此每逢學生會會議進行期間，他都只需靜靜坐在一旁，反倒顯得無所事事。所以他偶爾也會在思考自己身為會長的意義所在。
角色人氣投票：第四名（13,779／192,068票）。

#### 老師
校長（Principal，配音：石原凡（日本）；陳永信（香港））
真田北高中校長。地中海的中年男人。就任年期已有三﹑四年（推測是第五任的校長）。
班導師（Class Teacher，配音：三石琴乃（日本）；沈小蘭（香港））
2年A班班主任。梳著馬尾，穿著樸素的長裙，從未被畫出過眼睛。
數學老師（Math Teacher）
出現在第七卷第96話。因為錯拿成高年級的教科書來上二年級的課，害光雄以為自己趕不上學習進度，還找秀則、吉竹還有其他同學一起開讀書會，最後發現是誤會一場。

#### 其他學生
化學社社長
下顎異常突出的男子高中生。因實驗意外而令社辦爆炸，亦因此廢社。Arc惡魔討伐隊的成員之一，和柳人是老朋友的關係。據說下顎是故意裝出來的。
電影研究社社長
經常用手拭頭的男子高中生。社辦受化學社爆炸波及，同時廢社。
電腦社社員
戴著太陽鏡，露出光額的男子高中生。態度高傲，卻不是社長。
羽原的哥哥（配音：關幸司（日本）；伍博民（香港））
曾被柳人及生島借用校服，而且撞破了她們穿上自己校服後狂歡的醜態。

### ○×縣立真田東女子高校
※中文譯作「真田東女子高中」，簡稱「東高」。女性校服為白色襯衫、灰背心、茶色格紋短裙、褐色冬季外套、綠色運動裝。

#### 學生會
小蘋果（Ringo-chan，配音：悠木碧（日本）；陳皓宜（香港））
真田東女子高校學生會會長，18歳，高中三年級。本名不詳，由於臉頰紅如蘋果，而被北高學生會會長取名「Apple妹」。個性迷糊，容易被人搭訕，很能吃。是本作中少數「露出眼睛」以及「與文學少女一樣擁有屬於自己的專用BGM」的女性角色。
總愛争强好胜，對真田北男子高中存有一顆異常旺盛的競爭心。不懂看場合辦事，對周遭氣氛的感應遲鈍甚至毫無感覺，幾乎被公認為愚鈍。甚至後期不知為何，經常會跑來北高學生會辦公室打發時間，還拖元治、副會長、唐澤等人外出遊玩。
角色人氣投票：第十三名。
女學生A（配音：長尾舞（日本）；不詳（香港））
真田東女子高校學生會成員，高中二年級，最早於漫畫第2卷第19話&動畫第4集登場。本名不詳，特徵是短髮與前髮中分型，生島的同班同學，曾在生島的鞋櫃放了一封假情書，本想藉此故意戲弄生島，卻讓生島信以為真，還堅持等放情書的男生前來告白。
女學生B（配音：原田亞季（日本）；不詳（香港））
真田東女子高校學生會成員，高中二年級，起先於漫畫第2卷第19話&動畫第4集登場。本名不詳，特徵是短髮和圓框眼鏡，曾被北高學生會會長誤以為是東高學生會會長，讓小蘋果惱羞成怒。

#### 其他學生
銀色惡魔
本名不詳，僅出現在漫畫5卷裏封面與動畫12集末尾原創的《女子高校生的異常劇場版》預告片段中，被預示將會和羽原大戰一場。根據忠邦和吉竹的說法，曾與扮演橡皮筋神射手的自行車店家兒子對戰並且得勝。

### 縣立中央高等學校
※中文譯作「中央高中」，簡稱「央高」。
據說校規嚴格。男生制服的領帶為墨綠色；女生制服為白襯衫和藍短裙，背心有藍色套裝式和米黃色款式；運動裝為暗紅色。

#### 學生會
中央高中學生會長（配音：伊藤静（日本）；羅杏芝（香港））
黑長直髮，待人粗暴。最先出現在《女子高校生的異常》篇，期後在动画第九話以未露出雙眼的型態登場。
角色人氣投票：39位（157票）。
中央高中副會長（配音：小西克幸（日本）；馮錦堂（香港））
戴眼鏡，皮膚黝黑，相貌仿如黑人。對會長十分不滿。根據推論女子高校生的異常 應該姓森林
角色人氣投票：31位（281票）。

#### 其他學生
忠邦妹（配音：高垣彩陽（日本）；何璐怡（香港））
雙馬尾的女高中生。本名及長相不詳，吉竹的姐姐稱呼她「小梅」；而忠邦等人則會以「妹妹」稱呼她。很少跟忠邦說話（一個月最多一次交流），卻經常偷聽忠邦、吉竹、秀則聊天。曾多次被男生偷去內衣。
擁有超乎常人的腕力，能一拳擊倒自己的哥哥。力量之大，比忠邦、吉竹、秀則三人的總和還高。
在動畫版中和吉竹、秀則、元治及唐澤互動的場景多於自己的哥哥忠邦，當中和元治及唐澤的互動較另外兩人多。
角色人氣投票：第九名（4,077／192,068票）。
吉竹姊姊（配音：小清水亞美（日本）；林元春（香港））
真田中央高校的女學生。本名不詳，通常被人稱呼為“田中”。茶色頭髮，長相不明。跟忠邦妹及元治姊姊關係友好。是剃掉元治鬍子的罪魁禍首。說謊時面不改色而令弟弟吉竹厭惡。
很在意自己沒有男朋友這件事，曾為此而在聖誕夜時於大庭廣眾痛哭。後來，更試圖強行讓勇介當自己的男友，卻拒絕與對方接吻。似乎對勇介有好感。
奈古小姐（配音：皆川純子（日本）；朱妙蘭（香港））
跟忠邦一同在薄餅店「PLZZA-LE」打工的女子高中生。平日經常皺眉，貌似不悅，但亦曾經和氣地跟忠邦交談。對男生自吹自擂的行為無法理解。身高171cm。是本作中少數「露出眼睛的女性角色」之一。在凸面鏡子前取下眼鏡並用力睜開眼睛的話，瞬間成為美少女。
從頭巾推斷可能和番外篇中柳人的學校成績排第一的名護為同一人。
人氣投票中第十四名，凸面鏡少女狀態則是第二十名。
保則（Yasunori，配音：高梨謙吾（日本）；李鎮然（香港））
就讀真田中央高校。跟忠邦一同在薄餅店「PLZZA-LE」打工的男子高中生。身形比忠邦稍微高大。雖與奈古小姐同校，但跟忠邦反而更投契。在某次被忠邦問及異性緣時，自言亦很受女生歡迎。
自我意識過剩女（配音：池澤春菜（日本）；梁少霞（香港））
本名不詳，留著茶色短髮。性格愛惡作劇。是本作中少數「露出眼睛的女性角色」之一。
只要不認識的男生待在她身邊久一點，就會覺得那個男生對她有意思。常在電車內故意等男子高中生站到她旁邊時沒多久就離開該男生，讓那些男生鬱卒。最後被吉竹反將一軍。
認識文學少女。曾和秀則有過誤會，還因此被文學少女放殺氣。
清隆（KIYOTAKA，配音：福山潤（日本）；李凱傑（香港））
黑髮。戴著眼鏡。抱怨現時就讀的中央高中校規嚴格。與秀則﹑吉武﹑釘彥等人於初中時代認識，自畢業後便沒再聯絡。高二時，在接妹妹回家的路上碰見了秀則和吉武，於是主動邀請兩人到快餐店聚舊。但不會鑑貌辨色的性格，令秀則和吉武苦惱不已。
清隆妹（配音：小清水亞美（日本）；劉惠雲（香港））
棕色短髮。秀則和吉武於初見面時把她當成了清隆的女朋友。當沒有配戴隱形眼鏡時，由於視力模糊不清，所以看事物時相當吃力，以致旁人會誤以為她在怒目相向。

### 真田西高校
※男生制服為白襯衫和黑長褲；女生制服為藍色水手服；冬季外衣分別是黑外套與水藍毛外衣；運動裝為海軍藍。
文學少女（配音：日笠陽子（日本）；余欣沛（香港））
本名不詳。親近的人會叫她「小也、安同學」，推測其真實姓氏為「安永」。純黑姬髮式少女，於真田西高中就讀。是本作中少數「露出眼睛」與「擁有自己的專屬出場BGM」的女性角色。
雖沉默寡言，但善於交際，因而相當受同學歡迎。跟羽原和生島相識。背影與元治姊姊相似，曾被元治誤會。
一次偶然的機會下，在夕陽下的河邊斜坡跟正在看書的秀則相遇，而情況正好跟她編寫的愛情小説相似，為了實現自己內心的憧憬，把秀則當成故事的主角（一個懂得使用風能力的人），主動坐在對方旁邊，兩人繼而展開一連串無厘頭的對話。自那次開始，河邊就成為二人經常邂逅的地方。
喜歡裝作是高冷的文藝少女，但實際上是個天然呆，經常弄巧成拙，使自己陷入十分尷尬的困境中。
現在貌似暗戀秀則。某次为了向秀则澄清自己没有男友的事情而追赶对方，目前以「一路追著某男子高中生（秀則）跑到隔壁鎮去」而廣為人知。
其登場的篇章皆人氣甚高，大獲好評。官方曾為她的故事推出特別版Flash動畫，單行本第1卷亦以她作封面和宣傳重點。
角色人氣投票：第十名（3,855／192,068票）。
元治姊姊（配音：早水理沙（日本）；曾秀清（香港））
本名不詳，朋友們一般稱呼她為「美濃（Mino）」。一頭與文學少女酷似的黑長直髮，若單看背影，連弟弟元治都會認錯是同一個人。
由於雙親長年都不在家的緣故（根據漫畫與弟弟的對白內容，雙親之所以不在家的原因是離家出走；動畫則改成長期在外工作。），所以在準備晚餐時總會算上弟弟的一份，久而久之造成了一句口頭禪「你今天想吃什麼？」。兩姊弟感情好得讓身邊的朋友嘖嘖稱奇。
聲稱小時候經常陪弟弟玩，但實際上只是在「玩（欺負）」弟弟，時至今日也會動不動就戲弄一下對方。
角色人氣投票：第28位（307票）。
救世主（配音：福山潤（日本）；麥皓豐（香港））
作者所說的主人公，但僅只出現一回（漫畫第26話﹑動畫第5話）。右眼被淡茶色的瀏海遮蓋。誤以為男子學生會三人是不良少年，想解救被包圍的小蘋果，雖然三人很細心的演了一場戲，但最後還是因為小蘋果無法理解而暴露真相，導致誤會現況的他尷尬又鬱卒。
角色人氣投票：第十九名（1,787／192,068票）。
松本孝宏（配音：森久保祥太郎（日本）；巫哲棋（香港））
住在羽原的對面的男子高中生，有很重的眼袋，曾因羽原過去惡行受害。文學少女的同學。
原本先於#女子高校生的異常中出場，之後也在正篇中登場。
孝宏的朋友（配音：諏訪部順一（日本）；關令翹（香港））
與孝宏、文學少女同班，留著一顆山本頭，據作者所稱，該角色的本名叫"稻葉"，但從未在作品中被人稱呼過。

### 其他角色
田畑勇介（YŪSUKE，配音：櫻井孝宏（日本）；周良鴻（香港））
秀則的哥哥，大學生，戴著眼鏡。與忠邦等人是好朋友。認識很多變態（自己應該也算是）。比吉竹的姊姊大一歲，有次被對方直指他是草食男時，本人以「我只是不吃有毒的肉」作為回應。曾被吉竹姊發現其衫袋內藏有忠邦妹妹的內褲。
角色人氣投票：23位（950票）。
秀則父（配音：小山力也（日本）；張錦江（香港））
喜歡打高爾夫球的中年上班族，至今仍抱著成為飛行員的志願。因妻子外出旅行，把自家鑰匙也給帶走，以致進不了家門的緣故，才在公園陪秀則玩接球遊戲。後續貌似是用高爾夫球棒打破自家窗戶才得以進屋。
角色人氣投票：37位（180票）。
橡皮筋神射手（配音：朴璐美（日本）；雷碧娜（香港））
臉上戴著英雄面具，脖子上纏著紅色圍巾的少年，真身不明。以「所有弱者的同伴」自居。
單用橡皮筋就能把人射倒，絕招「螺旋橡筋」。曾向遭受同輩欺凌的秀則伸以援手，聲稱只要把哨子吹響就會馬上前來相助，是秀則於小學時代所尊敬的對象。輕常吹奏著Canon in D。
實際上是由多人（忠邦，吉竹，自行車店家的兒子，光雄和修一5人以上）輪流擔任的以懲罰各種愛欺負他人的壞小孩為主的英雄角色，而當年幫助秀則的是誰則無從稽考。修一為「最強的十大天王」其中一員，曾參與ARC惡魔的討伐任務。自行車店家的兒子也曾與銀色惡魔對戰。
角色人氣投票：18位（1,822票）。
繪美（Emi，配音：水橋香織（日本）；劉惠雲（香港））
秀則的表親。黑色及肩短髮，膚色偏黑。是本作中少數「露出眼睛的女性角色」之一。
初次登場時，把秀則誤認作青梅竹馬的清彥，而一腳把對方踢進河中，三人因而成為不打不相識的朋友。經過暑假期間的相處後，對秀則產生好感。本來打算在對方離開前表白，卻被告知兩人為表親的關係，而無疾而終。
角色人氣投票：29位（290票）。
清彥（Kiyohiko，配音：井口祐一（日本）；曹啟謙（香港））
住在繪美隔壁的青梅竹馬，經常被對方戲弄。後來因為秀則理解他常被繪美踢下水的感受而與秀則成為朋友。
角色人氣投票：27位（352票）。
電車少女（配音：高垣彩陽（日本）；不詳（香港））
深藍馬尾女生，本名不詳，就讀學校不明。常和秀則搭同一班車，因為脖子的痣上有一根長毛，令秀則非常在意卻又不敢當面說出口，之後在秀則鼓起勇氣親口提醒時感謝對方的好意。

### 女子高校生的異常
《女子高中生很異常》是漫畫單行本末段收錄之新篇章，內容一如其名是以女子高中生作為故事中心。兩者採用共同世界觀，並交互登場。
羽原（Habara，配音：尤加奈（日本）；成瑤孆（香港））
真田西高中的女學生，总被柳人和生島称为“平胸女”，認識文學少女。有一位哥哥。
小學時非常喜歡欺負人，在鎮內小學生間曾有的綽號，在和Arc惡魔討伐隊對決打成平手後漸漸收斂兇性，但戰力和打架方面的意識未完全消失。因這件往事至今仍為鎮內所有男子高中生所恐惧，所以完全交不到男朋友。
和唐澤是鄰居，唐澤頭上和滿身的傷痕和她有直接關係。她本人至今也對此事相當介懷，对唐澤懷有好感。
角色人氣投票：第二名（36,818／192,068票）。
柳人（YANAGIN，配音：小林優（日本）；陳琴雲（香港））
真田中央高校的女學生。本名為「柳」，化学部部長稱呼她「HIRO」。短髮的眼鏡娘。空手道高手，有胡亂使用暴力的習慣。雖然男性友人眾多，但大部分只是關係上的利用。
少女時代因身形高大和懂得空手道的緣故，而獲邀加入ARC惡魔討伐隊。與有份參與是次作戰的橡皮筋神射手－修一認識。另外，由於與羽原住得很近，因此自那次戰鬥結束後至今，一直擔當著她的監視器。
現在是較擅長課堂學習。與生島閒來無事會翻閱《地獄辭典》。
角色人氣投票：第二十一名（1,129票）。
生島（Ikushima，配音：齋藤千和（日本）；張頌欣（香港））
就讀於真田東女子高中，頭上縳有雙馬尾的女高中生。認識文學少女。摔跤好手，常以柳人的手和樹作練習用具。
認為閒來無事會翻閱《地獄辭典》的女高中生很正常，亦因此而懂得回答柳人的前輩——那隻坐在馬桶上的惡魔名叫貝爾芬格。
角色人氣投票：第二十四名（907票）。
名護（Nago，配音：皆川純子（日本）；朱妙蘭（香港））
頭戴三角巾。成績名列前茅，擅長吵架，食量驚人。與柳人同校，但並不相識。有跟奈古同一樣的三角布，名字的假名讀音亦是一樣的。
角色人氣投票：第八名。
柳人的前輩（配音：伊藤靜（日本）；羅杏芝（香港））
中央高中學生會會長。黑長直髮。身材高挑，性格強勢﹑潑辣。每次見到羽原的先輩都會爭吵。經常灌輸柳人等人身為女高中生的錯誤觀念。跟唐澤身上的疤痕有間接性的關係。
在《男子高中生的日常》的第九話『男子高校生と配線』中，以未露出雙眼型態登場。
角色人氣投票：52位（19票）。
羽原的前輩
與另外兩個前輩是小學同學。在生島的前輩遺失伙食費的事件中，與柳人的先輩成為嫌疑犯，在互相受罰下開始仇視。過去跟唐澤身上的傷痕有一些關係。
生島的前輩
令另外兩個前輩關係如狗猴般惡劣的元兇，其實是自己把伙食費忘在家中。
孝宏
詳見『#真田西高校』。
修一（Shūichi，配音：朴璐美（日本）；雷碧娜（香港））
遊戲迷，橡皮筋神射手之一，也是ARC惡魔討伐隊成員。曾與秀則在射橡皮筋方面作優秀的交流。

### 大小姐的日常
本作的特別篇，收錄在單行本第一冊末段。於動畫化的第二集末段播出。
由香奈大小姐（Miss Yukana，配音：米澤圓（日本）；鄭麗麗（香港））
戴著假牙。不喜歡上學，經常為了曠課而鬧脾氣，更要求家中的執事幫忙想出請假不上學的理由，因為想出來的請假理由一個比一個扯，導致氣到假牙掉落。貌似即使請假一兩年，也不會被家人責怪。認為走過進學校範圍就等同於上了學。
角色人氣投票：43位（83票）→ 大小姐的假牙：79位（2票）。
永瀨（Nagase，配音：鈴村健一（日本）；張裕東（香港））
由香奈的管家。幫大小姐想的請假理由有：1.感冒，2.腿毛太長，3.跟長的像今田耕司的好友吵架
淺野（Asano，配音：杉田智和（日本）；黃啟昌（香港））
由香奈的管家。幫大小姐想的請假理由有：1.家裡養的狗死掉，2.每天便當放太多鹽，3.討厭長的像今田耕司的老師
豐川（Toyokawa，配音：入野自由（日本）；李致林（香港））
由香奈的管家。幫大小姐想的請假理由有：1.假牙掉落，2.本想講假牙卻被大小姐略過，3.長的像今田耕司的大小姐受了重傷
角色人氣投票：54位（18票）。

## 出版書籍
| 冊數 | 史克威爾艾尼克斯 | 史克威爾艾尼克斯       | 東立出版社     | 東立出版社             |
| 冊數 | 出版日期         | ISBN                   | 出版日期       | ISBN                   |
| ---- | ---------------- | ---------------------- | -------------- | ---------------------- |
| 1    | 2010年2月22日    | ISBN 978-4-7575-2806-2 | 2012年2月24日  | ISBN 978-986-108-952-2 |
| 2    | 2010年6月22日    | ISBN 978-4-7575-2905-2 | 2012年2月24日  | ISBN 978-986-108-953-9 |
| 3    | 2010年10月22日   | ISBN 978-4-7575-3031-7 | 2012年3月20日  | ISBN 978-986-108-954-6 |
| 4    | 2011年4月22日    | ISBN 978-4-7575-3199-4 | 2012年4月10日  | ISBN 978-986-108-955-3 |
| 5    | 2011年12月22日   | ISBN 978-4-7575-3444-5 | 2012年5月10日  | ISBN 978-986-108-956-0 |
| 6    | 2012年5月22日    | ISBN 978-4-7575-3593-0 | 2012年10月5日  | ISBN 978-986-317-079-2 |
| 7    | 2012年12月22日   | ISBN 978-4-7575-3815-3 | 2013年10月15日 | ISBN 978-986-324-585-8 |

## 電視動畫

### 製作人員
- 原作：山內泰延（揭載「GANGAN ONLINE」史克威爾艾尼克斯刊）
- 監督、音響監督：高松信司
- 副監督：吉村愛
- 角色設計、總作画監督：湯本佳典
- 美術監督：田尻健一
- 色彩設計：柴田亞紀子
- 攝影監督：大矢創太
- 剪接：小野寺繪美
- 音樂：Audio Highs
- 音響製作：
- 音響製作人：小林克良
- 製作人：田中翔、大城博章、林洋平、佐藤裕士、若鍋龍太
- 動畫製作：日昇動畫
- 製作：「男子高中生的日常」製作委員會

### 主題曲

#### 網絡先行版
片頭曲

作詞：真田北高文藝部，作曲、編曲：Audio Highs，主唱：竹内浩明
片尾曲
（第1集）
作詞：山內泰延，作曲、編曲：Audio Highs，主唱：ENA
（第2集－第8集）
作詞：真田北高文藝部，作曲、編曲：Audio Highs，主唱：竹內浩明

#### 正式版
片頭曲
「Shiny tale」（第1集－第11集、第12集）
作詞：YUKI，作曲：seek，主唱、編曲：Mix Speaker's,Inc.
第12集作為片尾曲使用。
片尾曲
（第1集）
作詞：真田北高文藝部，作曲、編曲：Audio Highs，主唱：ENA
（第2集－第11集、第12集）
作詞、作曲：雨之地晴太郎，主唱：雨先案內人
第12集作為片頭曲使用。
插曲
「Capsule」（第3集）
作詞：MIKI，作曲：seek，主唱、編曲：Mix Speaker's,Inc.

### 各集列表
| 集數   | 日文標題 | 中文標題                                          | 中文標題                                              | 劇本     | 分鏡            | 演出     | 作畫監督                            | 總作畫監督              | 改編漫畫集數            | 備註                    |
| 集數   | 日文標題 | 木棉花                                            | TVB                                                   | 劇本     | 分鏡            | 演出     | 作畫監督                            | 總作畫監督              | 改編漫畫集數            | 備註                    |
| ------ | -------- | ------------------------------------------------- | ----------------------------------------------------- | -------- | --------------- | -------- | ----------------------------------- | ----------------------- | ----------------------- | ----------------------- |
| 1      |          | 男子高校生與放學後                                | 男子高中生與放學後                                      | 高松信司 | 吉村愛          | 吉村愛   | 湯本佳典                            |                         | 2                       | 網絡先行版第3集         |
| 1      |          | 男子高校生與裙子                                  | 男子高中生與裙子                                        | 高松信司 | 吉村愛          | 吉村愛   | 湯本佳典                            | 1                       | 網絡先行版第2集         |                         |
| 1      |          | 男子高校生與怪談                                  | 男子高生與鬼故事                                      | 高松信司 | 吉村愛          | 吉村愛   | 湯本佳典                            | 3                       |                         |                         |
| 1      |          | 男子高校生與同行少女                              | 男子高中生與同行少女                                    | 高松信司 | 吉村愛          | 吉村愛   | 湯本佳典                            | 5                       |                         |                         |
| 1      |          | 男子高校生與文學少女                              | 男子高生與文學少女                                    | 高松信司 | 吉村愛          | 吉村愛   | 湯本佳典                            | 4                       | 網絡先行版第1集         |                         |
| 2      |          | 男子高校生與出發日的早晨                          | 男子高中生與旅程的早晨                                  | 高松信司 | 吉村愛          | 吉村愛   | 小磯沙矢香                          | 6                       | 網絡先行版第4集         |                         |
| 2      |          | 男子高校生與凸面鏡少女                            | 男子高中生與凸面鏡少女                                  | 高松信司 | 吉村愛          | 吉村愛   | 小磯沙矢香                          | 7                       | 網絡先行版第5集         |                         |
| 2      |          | 男子高校生與友情力量                              | 男子高中生與友情力量                                    | 高松信司 | 吉村愛          | 吉村愛   | 小磯沙矢香                          | 8                       | 網絡先行版第6集         |                         |
| 2      |          | 男子高校生與文學少女2                             | 男子高中生與文學少女2                                   | 高松信司 | 吉村愛          | 吉村愛   | 小磯沙矢香                          | 9                       |                         |                         |
| 2      |          | 男子高校生與傳統行事                              | 男子高中生與傳統活動                                    | 高松信司 | 吉村愛          | 吉村愛   | 小磯沙矢香                          | 10                      |                         |                         |
| 2      |          | 男子高校生與少年時代                              | 男子高中生與少年時代                                    | 高松信司 | 吉村愛          | 吉村愛   | 小磯沙矢香                          | 16                      |                         |                         |
| 2      |          | 男子高校生與怪談2                                 | 男子高中生與鬼故事2                                     | 高松信司 | 吉村愛          | 吉村愛   | 小磯沙矢香                          | 17                      |                         |                         |
| 2      |          | 大小姐的日常                                      | 大小姐的日常                                          | 高松信司 | 吉村愛          | 吉村愛   | 小磯沙矢香                          | 15後特別篇              |                         |                         |
| 3      |          | 男子高校生與夏天計劃                              | 男子高中生與夏日計劃                                    | 高松信司 | 高橋讓          | 高田純   |                                     | 11                      |                         |                         |
| 3      |          | 男子高校生與海之家                                | 男子高中生與海之家                                      | 高松信司 | 高橋讓          | 高田純   | 12                                  |                         |                         |                         |
| 3      |          | 男子高校生與溫泉桌球                                | 男子高中生與溫泉乒乓球                                      | 高松信司 | 高橋讓          | 高田純   | 13                                  |                         |                         |                         |
| 3      |          | 男子高校生與電台DJ                                | 男子高中生與廣播DJ                                      | 高松信司 | 高橋讓          | 高田純   | 15                                  | 網絡先行版第7集         |                         |                         |
| 3      |          | 男子高校生與夏天的回憶                            | 男子高中生與夏日回憶                                    | 高松信司 | 高橋讓          | 高田純   | 14                                  |                         |                         |                         |
| 3      |          | 男子高校生與通勤電車                              | 男子高中生與上學列車                                    | 高松信司 | 高橋讓          | 高田純   | 18                                  | 網絡先行版第8集         |                         |                         |
| 3      | 《》     | 《女子高校生的異常》 男朋友與制服                 | 《異常》 男朋友與校服                                 | 高松信司 | 高橋讓          | 高田純   | 特別篇1、2                          |                         |                         |                         |
| 4      |          | 男子高校生與偷聽                                  | 男子高中生與路旁偷聽                                    | 高松信司 | 河村智之        | 河村智之 | 鈴木幸江                            | 23                      |                         |                         |
| 4      |          | 男子高校生與文化祭1                               | 男子高生與文化祭1                                     | 高松信司 | 河村智之        | 河村智之 | 鈴木幸江                            | 19                      |                         |                         |
| 4      |          | 男子高校生與文化祭2                               | 男子高中生與文化祭2                                     | 高松信司 | 河村智之        | 河村智之 | 鈴木幸江                            | 20                      |                         |                         |
| 4      |          | 男子高校生與文化祭3                               | 男子高中生與文化祭3                                     | 高松信司 | 河村智之        | 河村智之 | 鈴木幸江                            | 21                      |                         |                         |
| 4      |          | 男子高校生與文化祭4                               | 男子高中生與文化祭4                                     | 高松信司 | 河村智之        | 河村智之 | 鈴木幸江                            | 22                      |                         |                         |
| 4      |          | 男子高校生與煩惱諮詢                              | 男子高中生與傾訴煩惱                                    | 高松信司 | 河村智之        | 河村智之 | 鈴木幸江                            | 25                      |                         |                         |
| 4      | 《》     | 《女子高校生的異常》 滑稽                         | 《異常》 滑稽                                         | 高松信司 | 河村智之        | 河村智之 | 鈴木幸江                            | 特別篇3                 |                         |                         |
| 5      |          | 男子高校生與配音                                  | 男子高中生與配音                                        | 高松信司 | 吉村愛          | 吉村愛   | 鎌田裕輔                            | 倉田綾子                | 28                      |                         |
| 5      |          | 男子高校生與論資排輩                              | 男子高中生與論資排輩                                    | 高松信司 | 吉村愛          | 吉村愛   | 鎌田裕輔                            | 倉田綾子                | 24                      |                         |
| 5      |          | 男子高校生與救世主                                | 男子高中生與救世主                                      | 高松信司 | 吉村愛          | 吉村愛   | 鎌田裕輔                            | 倉田綾子                | 26                      |                         |
| 5      |          | 男子高校生與老朋友                                | 男子高中生與舊朋友                                      | 高松信司 | 吉村愛          | 吉村愛   | 鎌田裕輔                            | 倉田綾子                | 27                      |                         |
| 5      |          | 男子高校生與偉人傳                                | 男子高中生與偉人傳                                      | 高松信司 | 吉村愛          | 吉村愛   | 鎌田裕輔                            | 倉田綾子                | 29                      |                         |
| 5      |          | 男子高校生與文學少女3                             | 男子高中生與文學少女3                                   | 高松信司 | 吉村愛          | 吉村愛   | 鎌田裕輔                            | 倉田綾子                | 30                      |                         |
| 5      | 《》     | 《女子高校生的異常》 怨恨                         | 《異常》 怨恨                                         | 高松信司 | 吉村愛          | 吉村愛   | 鎌田裕輔                            | 倉田綾子                | 特別篇4                 |                         |
| 6      |          | 男子高校生與聖誕夜                                | 男子高中生與聖誕夜                                      | 高松信司 | 池野昭二        | 池野昭二 | 野田康行                            |                         | 31                      |                         |
| 6      |          | 男子高校生與新學期                                | 男子高中生與新學期                                      | 高松信司 | 池野昭二        | 池野昭二 | 野田康行                            | 32                      |                         |                         |
| 6      |          | 男子高校生與妹妹的煩惱                            | 男子高中生與妹妹的煩惱                                  | 高松信司 | 池野昭二        | 池野昭二 | 野田康行                            | 33                      |                         |                         |
| 6      |          | 男子高校生與小蘋果的煩惱                          | 男子高中生與Apple妹的煩惱                                      | 高松信司 | 池野昭二        | 池野昭二 | 野田康行                            | 34                      |                         |                         |
| 6      |          | 男子高校生與元治的煩惱                            | 男子高中生與元治的煩惱                                  | 高松信司 | 池野昭二        | 池野昭二 | 野田康行                            | 35                      |                         |                         |
| 6      |          | 男子高校生與必殺射門                              | 男子高生與必殺射門                                    | 高松信司 | 池野昭二        | 池野昭二 | 野田康行                            | 36                      |                         |                         |
| 6      | 《》     | 《女子高校生的異常》 過去                         | 《異常》 過去                                         | 高松信司 | 池野昭二        | 池野昭二 | 野田康行                            | 特別篇5                 |                         |                         |
| 7      |          | 男子高校生與搞笑才藝                              | 男子高中生與搞笑表演                                    | 高松信司 | 高橋順          | 高橋順   | 鈴木幸江 冨澤佳也乃                 | 倉田綾子                | 39                      |                         |
| 7      |          | 男子高校生與室內冒險                              | 男子高生與室內冒險                                    | 高松信司 | 高橋順          | 高橋順   | 鈴木幸江 冨澤佳也乃                 | 倉田綾子                | 37                      |                         |
| 7      |          | 男子高校生與室內冒險2                             | 男子高中生與室內冒險2                                   | 高松信司 | 高橋順          | 高橋順   | 鈴木幸江 冨澤佳也乃                 | 倉田綾子                | 38                      |                         |
| 7      |          | 男子高校生與哥哥                                  | 男子高生與哥哥                                        | 高松信司 | 高橋順          | 高橋順   | 鈴木幸江 冨澤佳也乃                 | 倉田綾子                | 40                      |                         |
| 7      |          | 男子高校生與真實的自我                            | 男子高中生與真實的自己                                  | 高松信司 | 高橋順          | 高橋順   | 鈴木幸江 冨澤佳也乃                 | 倉田綾子                | 41                      |                         |
| 7      |          | 男子高校生與未來出路                              | 男子高中生與畢業出路                                    | 高松信司 | 高橋順          | 高橋順   | 鈴木幸江 冨澤佳也乃                 | 倉田綾子                | 42                      |                         |
| 7      |          | 男子高校生與光雄                                  | 男子高生與光雄                                        | 高松信司 | 高橋順          | 高橋順   | 鈴木幸江 冨澤佳也乃                 | 倉田綾子                | 43                      |                         |
| 7      |          | 男子高校生與光雄2                                 | 男子高中生與光雄2                                       | 高松信司 | 高橋順          | 高橋順   | 鈴木幸江 冨澤佳也乃                 | 倉田綾子                | 44                      |                         |
| 7      | 《》     | 《女子高校生的異常》 女子高中生的力量             | 《異常》 女子高中生力量                                 | 高松信司 | 高橋順          | 高橋順   | 鈴木幸江 冨澤佳也乃                 | 倉田綾子                | 特別篇6                 |                         |
| 8      |          | 男子高校生與元治的姊姊                            | 男子高中生與元治姐姐                                    | 高松信司 | 高橋順          | 高田淳   |                                     |                         | 45                      |                         |
| 8      |          | 男子高校生與光雄的煩惱                            | 男子高中生與光雄的煩惱                                  | 高松信司 | 高橋順          | 高田淳   | 46                                  |                         |                         |                         |
| 8      |          | 男子高校生與漫畫                                  | 男子高中生與漫畫                                        | 高松信司 | 高橋順          | 高田淳   | 47                                  |                         |                         |                         |
| 8      |          | 男子高校生與陽台                                  | 男子高中生與露台                                        | 高松信司 | 高橋順          | 高田淳   | 48                                  |                         |                         |                         |
| 8      |          | 男子高校生與便利商店                              | 男子高中生與便利店                                      | 高松信司 | 高橋順          | 高田淳   | 49                                  |                         |                         |                         |
| 8      |          | 男子高校生與塔                                    | 男子高中生與塔                                          | 高松信司 | 高橋順          | 高田淳   | 50                                  |                         |                         |                         |
| 8      |          | 男子高校生與蛋糕                                  | 男子高中生與蛋糕                                        | 高松信司 | 高橋順          | 高田淳   | 51                                  |                         |                         |                         |
| 8      |          | 男子高校生與占卜                                  | 男子高中生與占卜                                        | 高松信司 | 高橋順          | 高田淳   | 52                                  |                         |                         |                         |
| 8      |          | 男子高校生與100                                   | 男子高中生與100                                         | 高松信司 | 高橋順          | 高田淳   | 56                                  |                         |                         |                         |
| 8      | 《》     | 《女子高校生的異常》 拉麵                         | 《異常》 拉麵                                         | 高松信司 | 高橋順          | 高田淳   | 特別篇7                             |                         |                         |                         |
| 8      | 《》     | 《女子高校生的異常》 裙子                         | 《異常》 短裙                                         | 高松信司 | 高橋順          | 高田淳   | 特別篇8                             |                         |                         |                         |
| 9      |          | 男子高校生與哥哥和姐姐                            | 男子高中生與哥哥姊姊                                    | 高松信司 | 河村智之        | 河村智之 | 牧內桃子 見嶋梨香 西島加奈 伊藤香織 | 倉田綾子                | 53                      |                         |
| 9      |          | 男子高校生與飛踢                                  | 男子高中生與飛踢                                        | 高松信司 | 河村智之        | 河村智之 | 牧內桃子 見嶋梨香 西島加奈 伊藤香織 | 倉田綾子                | 54                      |                         |
| 9      |          | 男子高校生與夏季的結束                            | 男子高中生與夏天的完結                                  | 高松信司 | 河村智之        | 河村智之 | 牧內桃子 見嶋梨香 西島加奈 伊藤香織 | 倉田綾子                | 55                      |                         |
| 9      |          | 男子高校生與眼鏡                                  | 男子高中生與眼鏡                                        | 高松信司 | 河村智之        | 河村智之 | 牧內桃子 見嶋梨香 西島加奈 伊藤香織 | 倉田綾子                | 57                      |                         |
| 9      |          | 男子高校生與學生會的日常                          | 男子高中生與學生會的日常                                | 高松信司 | 河村智之        | 河村智之 | 牧內桃子 見嶋梨香 西島加奈 伊藤香織 | 倉田綾子                | 58                      |                         |
| 9      |          | 男子高校生與內褲                                  | 男子高中生與內褲                                        | 高松信司 | 河村智之        | 河村智之 | 牧內桃子 見嶋梨香 西島加奈 伊藤香織 | 倉田綾子                | 59                      |                         |
| 9      |          | 男子高校生與配線                                  | 男子高中生與線路                                        | 高松信司 | 河村智之        | 河村智之 | 牧內桃子 見嶋梨香 西島加奈 伊藤香織 | 倉田綾子                | 60                      |                         |
| 9      | 《》     | 《女子高校生的異常》 大惡魔                       | 《異常》 大魔王                                       | 高松信司 | 河村智之        | 河村智之 | 牧內桃子 見嶋梨香 西島加奈 伊藤香織 | 倉田綾子                | 特別篇9                 |                         |
| 10     |          | 男子高校生與界限                                  | 男子高中生與極限                                        | 高松信司 | 池野昭二        | 池野昭二 | 鎌田祐輔 廣瀨智仁 河野悦隆          | 倉田綾子                | 61                      |                         |
| 10     |          | 男子高校生與結果                                  | 男子高中生與結果                                        | 高松信司 | 池野昭二        | 池野昭二 | 鎌田祐輔 廣瀨智仁 河野悦隆          | 倉田綾子                | 62                      |                         |
| 10     |          | 男子高校生與冬天                                  | 男子高中生與冬天                                        | 高松信司 | 池野昭二        | 池野昭二 | 鎌田祐輔 廣瀨智仁 河野悦隆          | 倉田綾子                | 63                      |                         |
| 10     |          | 男子高校生與跑步                                  | 男子高中生與奔跑                                        | 高松信司 | 池野昭二        | 池野昭二 | 鎌田祐輔 廣瀨智仁 河野悦隆          | 倉田綾子                | 64                      |                         |
| 10     |          | 男子高校生與雜煮                                  | 男子高中生與年糕湯                                      | 高松信司 | 池野昭二        | 池野昭二 | 鎌田祐輔 廣瀨智仁 河野悦隆          | 倉田綾子                | 65                      |                         |
| 10     |          | 男子高校生與地面                                  | 男子高中生與地面                                        | 高松信司 | 池野昭二        | 池野昭二 | 鎌田祐輔 廣瀨智仁 河野悦隆          | 倉田綾子                | 66                      |                         |
| 10     |          | 男子高校生與腳踏車                                | 男子高中生與單車                                        | 高松信司 | 池野昭二        | 池野昭二 | 鎌田祐輔 廣瀨智仁 河野悦隆          | 倉田綾子                | 67                      |                         |
| 10     |          | 男子高校生與料理                                  | 男子高中生與作菜                                        | 高松信司 | 池野昭二        | 池野昭二 | 鎌田祐輔 廣瀨智仁 河野悦隆          | 倉田綾子                | 69                      |                         |
| 10     |          | 男子高校生與學校                                  | 男子高中生與學校                                        | 高松信司 | 池野昭二        | 池野昭二 | 鎌田祐輔 廣瀨智仁 河野悦隆          | 倉田綾子                | 68                      |                         |
| 10     | 《》     | 《女子高校生的異常》 留下傷痕的女生們             | 《異常》 留下傷痕的女子                               | 高松信司 | 池野昭二        | 池野昭二 | 鎌田祐輔 廣瀨智仁 河野悦隆          | 倉田綾子                | 特別篇10                |                         |
| 11     |          | 男子高校生與父親                                  | 男子高中生與父親                                        | 高松信司 | 高橋順          | 高橋順   | 鈴木幸江                            | 倉田綾子                | 70                      |                         |
| 11     |          | 男子高校生與文學少女4                             | 男子高中生與文學少女4                                   | 高松信司 | 高橋順          | 高橋順   | 鈴木幸江                            | 倉田綾子                | 71                      |                         |
| 11     |          | 男子高校生與鬥爭                                  | 男子高中生與鬥爭                                        | 高松信司 | 高橋順          | 高橋順   | 鈴木幸江                            | 倉田綾子                | 72                      |                         |
| 11     |          | 男子高校生與踢罐子                                | 男子高中生與踢罐遊戲                                    | 高松信司 | 高橋順          | 高橋順   | 鈴木幸江                            | 倉田綾子                | 73                      |                         |
| 11     |          | 男子高校生與閒聊                                  | 男子高中生與雜談                                        | 高松信司 | 高橋順          | 高橋順   | 鈴木幸江                            | 倉田綾子                | 74                      |                         |
| 11     |          | 男子高校生與情書                                  | 男子高中生與情信                                        | 高松信司 | 高橋順          | 高橋順   | 鈴木幸江                            | 倉田綾子                | 75                      |                         |
| 11     |          | 男子高校生與間隔距離                              | 男子高中生與距離                                        | 高松信司 | 高橋順          | 高橋順   | 鈴木幸江                            | 倉田綾子                | 76                      |                         |
| 11     |          | 男子高校生與心浮氣躁                              | 男子高中生與暴躁                                        | 高松信司 | 高橋順          | 高橋順   | 鈴木幸江                            | 倉田綾子                | 81                      |                         |
| 11     | 《》     | 《女子高校生的異常》 鬥爭                         | 《異常》 鬥爭                                         | 高松信司 | 高橋順          | 高橋順   | 鈴木幸江                            | 倉田綾子                | 特別篇11                |                         |
| 12     | 《》     | 《女子高校生的異常》 惡魔                         | 《異常》 惡魔                                         | 高松信司 | 吉村愛 高松信司 | 吉村愛   | 倉田綾子 湯本佳典                   |                         | 特別篇15                |                         |
| 12     |          | 男子高校生與說謊                                  | 男子高中生與謊言                                        | 高松信司 | 吉村愛 高松信司 | 吉村愛   | 倉田綾子 湯本佳典                   | 83                      |                         |                         |
| 12     |          | 男子高校生與UFO                                   | 男子高中生與夾玩偶機                                    | 高松信司 | 吉村愛 高松信司 | 吉村愛   | 倉田綾子 湯本佳典                   | 84                      |                         |                         |
| 12     |          | 男子高校生與店員                                  | 男子高中生與店員                                        | 高松信司 | 吉村愛 高松信司 | 吉村愛   | 倉田綾子 湯本佳典                   | 85                      |                         |                         |
| 12     |          | 男子高校生與積極性                                | 男子高中生與積極性                                      | 高松信司 | 吉村愛 高松信司 | 吉村愛   | 倉田綾子 湯本佳典                   | 增刊1                   |                         |                         |
| 12     |          | 男子高校生與搭訕                                  | 男子高中生與搭訕                                        | 高松信司 | 吉村愛 高松信司 | 吉村愛   | 倉田綾子 湯本佳典                   | 增刊2                   |                         |                         |
| 12     |          | 男子高校生與法蘭克福香腸                          | 男子高中生與法蘭克福香腸                                | 高松信司 | 吉村愛 高松信司 | 吉村愛   | 倉田綾子 湯本佳典                   | 86                      |                         |                         |
| 12     |          | 男子高校生與…                                     | 男子高中生與…                                           | 高松信司 | 吉村愛 高松信司 | 吉村愛   | 倉田綾子 湯本佳典                   | 原創                    |                         |                         |
| 12     |          | 女子高校生的異常劇場版 大惡魔對銀色惡魔 祝♥畢業!! | 女子高中生很異常電影版 超級大魔王決戰銀色惡魔 畢業了♥一起慶祝吧!! | 高松信司 | 吉村愛 高松信司 | 吉村愛   | 倉田綾子 湯本佳典                   | 原創                    |                         |                         |
| 特別篇 |          | 男子高校生與理想                                  | （未播映）                                            |          | 吉村愛          | 吉村愛   | 湯本佳典                            |                         | 87                      | 收錄於Blu-ray及DVD第1卷 |
| 特別篇 |          | 男子高校生與孤獨                                  | （未播映）                                            | 88       | 吉村愛          | 吉村愛   | 湯本佳典                            | 收錄於Blu-ray及DVD第2卷 |                         |                         |
| 特別篇 |          | 男子高校生與拉鏈                                  | （未播映）                                            | 高橋順   | 高橋順          | 鈴木幸江 | 倉田綾子                            | 82                      | 收錄於Blu-ray及DVD第3卷 |                         |
| 特別篇 |          | 男子高校生與陷阱                                  | （未播映）                                            | 吉川愛   | 吉川愛          | 湯本佳典 |                                     | 89                      | 收錄於Blu-ray及DVD第4卷 |                         |
| 特別篇 |          | 男子高校生與打嗝                                  | （未播映）                                            | 吉川愛   | 吉川愛          | 湯本佳典 | 90                                  | 收錄於Blu-ray及DVD第5卷 |                         |                         |
| 特別篇 |          | 男子高校生與替人著想                              | （未播映）                                            | 吉川愛   | 吉川愛          | 湯本佳典 | 91                                  | 收錄於Blu-ray及DVD第6卷 |                         |                         |

### 播放電視台
日本深夜動畫：下文記載的日本国内播放時間使用日本標準時間（UTC+9）表示。因為部分時間标识會採用30小时制，因此請留意这类超过24:00的时间，其實際播放時間為翌日清晨。
| 播放地區   | 播放電視台       | 播放日期               | 播放時間                   | 所屬聯播網 | 備註                                                          |
| ---------- | ---------------- | ---------------------- | -------------------------- | ---------- | ------------------------------------------------------------- |
| 關東廣域圈 | 東京電視台       | 2012年1月9日－3月26日  | 星期一 26時00分 - 26時30分 | 東京電視網 | 製作局                                                        |
| 日本全國   | AT-X             | 2012年1月10日－3月27日 | 星期二 10時30分 - 11時00分 | 衛星電視   | 有重播                                                        |
| 日本全國   | NICONICO直播頻道 | 2012年1月10日－3月27日 | 星期二 24時00分 - 24時30分 | 網路電視   |                                                               |
| 日本全國   | 萬代頻道         | 2012年1月10日－3月27日 | 星期二 24:00 更新          | 網路電視   |                                                               |
| 愛知縣     | 愛知電視台       | 2012年1月12日－3月29日 | 星期四 27時00分 - 27時30分 | 東京電視網 |                                                               |
| 大阪府     | 大阪電視台       | 2012年1月13日－3月30日 | 星期五 27時10分 - 27時40分 | 東京電視網 |                                                               |
| 香港       | J2               | 2012年8月2日－10月18日 | 星期四 22時00分 - 22時30分 |            | UTC+8 有重播 繁體中文字幕 粵語及日語雙語廣播 myTV提供14天重溫 |

| 日本 東京電視台 星期一26:00－26:30節目 | 日本 東京電視台 星期一26:00－26:30節目     | 日本 東京電視台 星期一26:00－26:30節目 |
| -------------------------------------- | ------------------------------------------ | -------------------------------------- |
|                                        | 男子高校生的日常 （2012年1月9日－3月26日） |                                        |
| 侵略！？花枝娘                         | 襲來！美少女邪神                           |                                        |

| 香港 J2 星期四22:00-22:30節目                             | 香港 J2 星期四22:00-22:30節目                   | 香港 J2 星期四22:00-22:30節目 |
| --------------------------------------------------------- | ----------------------------------------------- | ----------------------------- |
|                                                           | 男子高中生的日常 （2012年8月2日－10月18日）     |                               |
| Working!!無聊西餐廳2                                      | 羅馬浴場                                        |                               |
| 香港 J2 星期六09:00－10:00節目 3月1日、3月22日09:00-09:30 |                                                 |                               |
| 女僕咖啡室 重播                                           | 男子高中生的日常 重播 （2014年2月8日－3月22日） | 白兔糖 重播                   |

## 電影
2013年10月12日上映。宣傳標語為『高中生，最強（笨）』（高校生よ、最強（バカ）であれ）。

### 演員
- 忠邦：菅田將暉（香港TVB配音：李致林）
- 吉竹：野村周平（香港TVB配音：張裕東）
- 秀則：吉澤亮（香港TVB配音：黃啟昌）
- 小蘋果：岡本杏理（香港TVB配音：陳皓宜）
- 柳人：山本美月（香港TVB配音：黃昕瑜）
- 唐澤：太賀（香港TVB配音：周倚天）
- 副會長：角田晃廣（東京03）（香港TVB配音：鄧志堅）
- 光雄：東迎昂史郎（香港TVB配音：李凱傑）
- 細野：栗原類（香港TVB配音：曹啟謙）
- 美果：上間美緒（香港TVB配音：何寶珊）
- 生島：三浦透子（香港TVB配音：張頌欣）
- 羽原：山谷花純（香港TVB配音：成瑤孆）
- 文学少女：白鳥久美子（たんぽぽ）（香港TVB配音：陳琴雲）
- 忠邦妹：高月彩良（bump.y）（香港TVB配音：何璐怡）
- 便利店店員：小池唯（香港TVB配音：羅孔柔）
- 便利店店員的男友：奥野瑛太（香港TVB配音：巫哲棋）
- 村松老師：佐藤二朗（香港TVB配音：陳永信）

### 製作人員
- 原作：山内泰延（GANGAN COMICS ONLINE / 史克威爾艾尼克斯刊）
- 監督：松居大悟
- 劇本：小峯裕之、松居大悟
- 企劃製作人：松本整、宇田川寧
- 製作人：大畑利久、若林雄介
- 共同製作人：小林智浩
- 直線製作人：大熊俊之
- 攝影：塩谷大樹
- 照明：蒔苗友一郎
- 錄音：反町憲人
- 美術：湊博之
- 編輯：相良直一郎
- 衣裝：西留由起子
- 髮裝：酒井夢月
- 助監督：平林克理
- 音樂製作人：淺田秀之
- 音樂：森優太、麥克工作室
- 後期製作製作人：篠田学
- 整音：久連石由文
- 音響效果：松浦大樹
- 宣傳製作人：廿樂未果
- 製作會社：dub
- 配給：SHOWGATE
- 製作：電影『男子高中生的日常』製作委員會（Showgate、波麗佳音、amusic party、日本出版販售、日本華納音樂、unBORDE、名～電、dub）

### 主題曲

作詞、作曲：川副克彌，編曲：Kon-K、川副克彌，主唱：虎魚組

## 外部連結
- 原作
  - 男子高中生的日常 - 漫畫 - GANGAN ONLINE -SQUARE ENIX- （日語）
  - 「男子高中生的日常」連載100回特別記念 - GANGAN ONLINE -SQUARE ENIX-（日語）
  - 男子高校生的日常 官方推特的X（前Twitter）（日語）
- 動畫
  - 電視動畫「男子高中生的日常」官方HP（页面存档备份，存于）（日語）
  - 電視動畫「男子高中生的日常」 - GANGAN ONLINE -SQUARE ENIX-（日語）
  - 東京電視台・動畫 男子高中生的日常 （页面存档备份，存于）（日語）
- 真人電影
  - 電影『男子高中生的日常』官方網站（日語）
  - 電影「男子高中生的日常」 - GANGAN ONLINE -SQUARE ENIX-（日語）
  - 男日公式！　リアル高校生宣伝部的X（前Twitter）（日語）